# Енеј
Енеј, (грч. Oineus) је био калидонски краљ, син и наследник краља Портаона.

## Митологија
Енеј се у митовима помиње највише због својих потомака, а и због једног свог пропуста. 
Енеј се два пута женио и са обе жене је имао децу.
Са првом женом Алтејом је имао сина Мелеагра, који је био вођа лова на калидонског вепра, и кћерку Дејаниру, другу жену Херакла, највећег јунака античких митова.
Са другом женом, Перибејом је имао сина Тидеја, једног од вођа несретног похода „седморице против Тебе“.
Енеј је при приношењу жртава боговима, као захвалност за успешну летину, заборавио на богињу Артемиду. Увређена Артемида је у Калидон послала дивовског вепра који је све пред собом уништавао и био је толико опасан и јак да су се морали удружити најбољи ловци из целе Грчке да би га убили. Тај догађај је познат као „поход на калидонског вепра“.